# 迪耶日河
迪耶日河（法語：Diège，法語發音：[djɛʒ]）是法國的河流，位於該國中南部，屬於多尔多涅河的右支流，河道全長54.4公里，流域面積502平方公里，平均流量每秒4.82立方米，發源自圣瑟捷，河口處在罗什勒佩鲁和萨鲁-圣于连之間。

## 外部連結
- http://www.geoportail.fr （页面存档备份，存于）
- Sandre数据库中的迪耶日河 （页面存档备份，存于）